# Dielsdorf (gemeente)
Dielsdorf is een gemeente en plaats in het Zwitserse kanton Zürich, en maakt deel uit van het district Dielsdorf.
Dielsdorf telt 5.010 inwoners.

## Geboren
- Francesco Di Jorio (1973), voetballer
- Katrin Müller (1989), freestyleskiester